# Tapenagá (departamento)
Tapenagá é um departamento da Argentina, localizado na província do Chaco.